# Баррейренше (футбольний клуб, Кабо-Верде)
Баррейренше Футебул Клубе або просто Баррейренше (порт. Barreirense Futebol Clube) — професіональний кабовердійський футбольний клуб з селища Баррейру, на острові Маю.

## Історія
Баррейренше було засновано в 1977 році в однойменному селищі на острові Маю. Перше острівне чемпіонство команда здобула вже після отримання країною незалежності в 2006 році. В національному чемпіонаті вони потрапили до групи В, де здобули одну перемогу та набрали два очки. Вдруге клуб переміг у чемпіонаті острова у 2010 році та знову взяв участь в розіграші національного чемпіонату в тій же групі. Цього разу, на відміну від минулого, клуб не здобув жодної перемоги та не забив жодного м'яча у ворота суперників, але все одно посів шосте місце в групі. В сезонах 2013-14 та 2014-15 років клуб не брав участі в змаганнях, але в сезоні 2015-16 років відновив свої виступи.
Крім футбольної команди, клуб також має баскетбольну, волейбольну та легкоатлетичну команди.

## Досягнення
- Чемпіонат острова Маю: 2 перемоги

2005/06, 2009/10
- Відкритий Чемпіонат острова Маю: 1 перемога

2000/01

## Історія виступів у чемпіонатах та кубках

### Національний чемпіонат
| Сезон   | Див.    | Міс.    | Іг. | В | Н | П | ЗМ | ПМ | РМ  | О | Кубок | Примітки     | Плей-офф        |
| ------- | ------- | ------- | --- | - | - | - | -- | -- | --- | - | ----- | ------------ | --------------- |
| 2006    | 1B      | 6       | 5   | 1 | 0 | 4 | 4  | 13 | -9  | 2 |       | Не пробилися | Не брали участі |
| 2010    | 1B      | 6       | 5   | 0 | 0 | 5 | 5  | 12 | -7  | 0 |       | Не пробилися | Не брали участі |
| Всього: | Всього: | Всього: | 10  | 1 | 0 | 9 | 9  | 25 | -15 | 2 |       |              |                 |

### Чемпіонат острова
| Сезон   | Див. | Міс. | Іг. | В | Н | П | ЗМ | ПМ | РМ | О | Кубок | Суперкубок | Примітки                          |
| ------- | ---- | ---- | --- | - | - | - | -- | -- | -- | - | ----- | ---------- | --------------------------------- |
| 2005-06 | 2    | 1    | -   | - | - | - | -  | -  | -  | - |       |            | Вихід до національного Чемпіонату |
| 2009-10 | 2    | 1    | -   | - | - | - | -  | -  | -  | - |       |            | Вихід до національного Чемпіонату |

## Деякі статистичні дані
- Найкращий рейтинг: 6-те місце (національний чемпіонат)
- Загальна кількість перемог: 1 (національний чемпіонат)
- Загальна кількість забитих м'ячів: 9 (національний чемпіонат)
- Загальна кількість набраних очок: 2 (національний чемпіонат)